# هربرت هوبرت
هربرت هوبرت (بالإنجليزية: Herbert Huppert)‏ (و. 1943 – م) هو فيزيائي، وعالم، وأستاذ جامعي من أستراليا . ولد في سيدني . وهو عضواً في الجمعية الملكية، والجمعية الفيزيائية الأمريكية .

## التعليم
تعلم في جامعة سيدني، وجامعة كاليفورنيا، سان دييغو، وSydney Boys High School ‏

## مناصب وهيئات
أدار جامعة كامبريدج.

## جوائز
حصل على جوائز منها:
- زمالة الجمعية الملكية
- جائزة ومحاضر آرثر داي [الإنجليزية]‏
- الميدالية البيكرية
- Murchison Medal [الإنجليزية]‏.